# بلومنجتون
بلومنجتون (إلينوي) (بالإنجليزية: Bloomington, Illinois)‏ هي مدينة تقع في الولايات المتحدة في إلينوي. يقدر عدد سكانها بـ 77,733 نسمة .

## التركيبة السكانية
حدّد مكتب تعداد الولايات المتحدة بيانات التركيبة السكانية لبلومنجتون في تعداد الولايات المتحدة. في ما يلي، التركيبة السكانية حسب تعدادي 2000 و2010.

### تعداد عام 2000
بلغ عدد سكان بلومنجتون 64,808 نسمة بحسب تعداد عام 2000، وبلغ عدد الأسر 26,642 أسرة وعدد العائلات 15,724 عائلة مقيمة في المدينة. في حين سجلت الكثافة السكانية 918.1 نسمة لكل كيلومتر مربع (2,377.9/ميل2). وبلغ عدد الوحدات السكنية 28,431 وحدة بمتوسط كثافة قدره 402.8 لكل كيلومتر مربع (1,043.2/ميل2).
وتوزع التركيب العرقي للمدينة بنسبة 84.92% من البيض و8.64% من الأمريكيين الأفارقة و0.18% من الأمريكيين الأصليين و3.02% من الأمريكيين ذوي الأصول الآسيوية و0.04% من سكان جزر المحيط الهادئ و1.42% من الأعراق الأخرى و1.78% من عرقين مختلطين أو أكثر و3.32% من الهسبانيون أو اللاتينيون من أي عرق.
بلغ عدد الأسر 26,642 أسرة كانت نسبة 32.4% منها لديها أطفال تحت سن الثامنة عشر تعيش معهم، وبلغت نسبة الأزواج القاطنين مع بعضهم البعض 46.3% من أصل المجموع الكلي للأسر، ونسبة 9.7% من الأسر كان لديها معيلات من الإناث دون وجود شريك، بينما كانت نسبة 3% من الأسر لديها معيلون من الذكور دون وجود شريكة وكانت نسبة 41% من غير العائلات. تألفت نسبة 32.8% من أصل جميع الأسر من عدة أفراد يعيشون في نفس المنزل ونسبة 9.1% كانت تتألف من شخص يعيش بمفرده يبلغ من العمر 65 عاماً أو أكثر. وبلغ متوسط حجم الأسرة المعيشية 2.34، أما متوسط حجم العائلات فبلغ 3.04.
بلغ العمر الوسطي للسكان 32.4 عاماً. وكانت نسبة 24.8% من القاطنين تحت سن الثامنة عشر، وكانت نسبة 9.8% بين الثامنة عشر والرابعة والعشرين عاماً، ونسبة 33% كانت واقعةً في الفئة العمرية ما بين الخامسة والعشرين والرابعة والأربعين عاماً، ونسبة 19.2% كانت ما بين الخامسة والأربعين والرابعة والستين، ونسبة 9.4% كانت ضمن فئة الخامسة والستين عاماً فما فوق. يوجد لكل 100 أنثى 94.6 ذكر، ويوجد لكل 100 أنثى في الثامنة عشر من عمرها فما فوق 91.7 ذكر.
بلغ متوسط دخل الأسرة في المدينة 59,455 دولارًا، أما متوسط دخل العائلة فبلغ 73,927 دولارًا. وكان متوسط دخل الذكور 50,948 دولارًا مقابل 32,957 دولارًا للإناث. وسجل دخل الفرد الخاص بالمدينة 30,415 دولارًا. وكانت نسبة 1.3% من العائلات ونسبة 3.6% من السكان تحت خط الفقر، وكان من هؤلاء نسبة 2% تحت سن الثامنة عشر ونسبة 4.3% في الخامسة والستين من العمر وما فوق.

### تعداد عام 2010
بلغ عدد سكان بلومنجتون 76,610 نسمة بحسب تعداد عام 2010، وبلغ عدد الأسر 31,663 أسرة وعدد العائلات 18,872 عائلة مقيمة في المدينة. في حين سجلت الكثافة السكانية 1,085.3 نسمة لكل كيلومتر مربع (2,810.9/ميل2). وبلغ عدد الوحدات السكنية 34,339 وحدة بمتوسط كثافة قدره 486.5 لكل كيلومتر مربع (1,260.0/ميل2).
وتوزع التركيب العرقي للمدينة بنسبة 77.47% من البيض و10.14% من الأمريكيين الأفارقة و0.30% من الأمريكيين الأصليين و6.97% من الأمريكيين ذوي الأصول الآسيوية و0.04% من سكان جزر المحيط الهادئ و2.18% من الأعراق الأخرى و2.90% من عرقين مختلطين أو أكثر و5.62% من الهسبانيون أو اللاتينيون من أي عرق.
بلغ عدد الأسر 31,663 أسرة كانت نسبة 31.7% منها لديها أطفال تحت سن الثامنة عشر تعيش معهم، وبلغت نسبة الأزواج القاطنين مع بعضهم البعض 45.4% من أصل المجموع الكلي للأسر، ونسبة 10.7% من الأسر كان لديها معيلات من الإناث دون وجود شريك، بينما كانت نسبة 3.5% من الأسر لديها معيلون من الذكور دون وجود شريكة وكانت نسبة 40.4% من غير العائلات. تألفت نسبة 32.6% من أصل جميع الأسر من عدة أفراد يعيشون في نفس المنزل ونسبة 8.9% كانت تتألف من شخص يعيش بمفرده يبلغ من العمر 65 عاماً أو أكثر. وبلغ متوسط حجم الأسرة المعيشية 2.35، أما متوسط حجم العائلات فبلغ 3.02.
بلغ العمر الوسطي للسكان 34.1 عاماً. وكانت نسبة 24.5% من القاطنين تحت سن الثامنة عشر، وكانت نسبة 10.3% بين الثامنة عشر والرابعة والعشرين عاماً، ونسبة 30.3% كانت واقعةً في الفئة العمرية ما بين الخامسة والعشرين والرابعة والأربعين عاماً، ونسبة 24.8% كانت ما بين الخامسة والأربعين والرابعة والستين، ونسبة 10% كانت ضمن فئة الخامسة والستين عاماً فما فوق. وتوزع التركيب الجنسي للسكان بنسبة 48.7% ذكور و51.3% إناث.

## توأمة
لبلومنجتون اتفاقيات توأمة مع:
- أساهيكاوا

## أعلام
- جون إم. سكوت
- إسحاق فانك
- ريتشارد ويب
- أدلاي ستيفنسون الأول
- إد كينسلا
- كلنتون دافيسون
- فرانك ه فونك
- جوزيف جورج فايفر
- ألبرت هابرد
- ريك سكوت
- جورج لينكون روكويل